# Jeison Angulo
Jeison Andrés Angulo Trujillo (Cali, Valle del Cauca; 27 de junio de 1996) es un futbolista colombiano. Juega de lateral izquierdo y actualmente milita en Santa Fe de la Categoría Primera A colombiana.

## Clubes
| Club            | País     | Año             |
| --------------- | -------- | --------------- |
| Deportivo Cali  | Colombia | 2013-2015       |
| Cortuluá        | Colombia | 2016            |
| Deportivo Cali  | Colombia | 2016-2019       |
| Pumas UNAM      | México   | 2019            |
| Junior          | Colombia | 2020            |
| Deportes Tolima | Colombia | 2021-2024       |
| Santa Fe        | Colombia | 2025 - Presente |

## Estadísticas
- Actualizado de acuerdo al último partido el 10 de noviembre de 2024.

| Club                       | Div.                | Temporada           | Liga  | Liga  | Copa nacional | Copa nacional | Copa internacional | Copa internacional | Total | Total |
| Club                       | Div.                | Temporada           | Part. | Goles | Part.         | Goles         | Part.              | Goles              | Part. | Goles |
| -------------------------- | ------------------- | ------------------- | ----- | ----- | ------------- | ------------- | ------------------ | ------------------ | ----- | ----- |
| Cortuluá · Colombia        | 1.ª                 | 2016                | 9     | 0     | 4             | 0             | -                  | -                  | 13    | 0     |
| Cortuluá · Colombia        | Total               | Total               | 9     | 0     | 4             | 0             | 0                  | 0                  | 13    | 0     |
| Deportivo Cali · Colombia  | 1.ª                 | 2013                | 0     | 0     | 1             | 0             | 0                  | 0                  | 1     | 0     |
| Deportivo Cali · Colombia  | 1.ª                 | 2014                | 8     | 0     | 7             | 0             | 0                  | 0                  | 15    | 0     |
| Deportivo Cali · Colombia  | 1.ª                 | 2015                | 8     | 0     | 3             | 0             | 0                  | 0                  | 11    | 0     |
| Deportivo Cali · Colombia  | 1.ª                 | 2016                | 7     | 0     | 2             | 0             | -                  | -                  | 9     | 0     |
| Deportivo Cali · Colombia  | 1.ª                 | 2017                | 37    | 1     | 4             | 0             | 4                  | 0                  | 45    | 1     |
| Deportivo Cali · Colombia  | 1.ª                 | 2018                | 22    | 1     | 0             | 0             | 3                  | 0                  | 25    | 1     |
| Deportivo Cali · Colombia  | 1.ª                 | 2019                | 1     | 0     | 0             | 0             | -                  | -                  | 1     | 0     |
| Deportivo Cali · Colombia  | Total               | Total               | 83    | 2     | 17            | 0             | 7                  | 0                  | 107   | 2     |
| Pumas UNAM · México        | 1.ª                 | 2019                | 7     | 0     | 2             | 0             | -                  | -                  | 9     | 0     |
| Pumas UNAM · México        | 1.ª                 | 2019                | 14    | 1     | 0             | 0             | 0                  | 0                  | 14    | 1     |
| Pumas UNAM · México        | Total               | Total               | 21    | 1     | 2             | 0             | 0                  | 0                  | 23    | 1     |
| Junior · Colombia          | 1.ª                 | 2020                | 9     | 0     | 1             | 1             | 1                  | 0                  | 11    | 1     |
| Junior · Colombia          | Total               | Total               | 9     | 0     | 1             | 1             | 1                  | 0                  | 11    | 1     |
| Deportes Tolima · Colombia | 1.ª                 | 2021                | 40    | 2     | 4             | 0             | 4                  | 0                  | 48    | 2     |
| Deportes Tolima · Colombia | 1.ª                 | 2022                | 21    | 0     | 3             | 0             | 1                  | 0                  | 25    | 0     |
| Deportes Tolima · Colombia | 1.ª                 | 2023                | 2     | 0     | 0             | 0             | 0                  | 0                  | 2     | 0     |
| Deportes Tolima · Colombia | 1.ª                 | 2024                | 28    | 0     | 1             | 0             | 0                  | 0                  | 29    | 0     |
| Deportes Tolima · Colombia | Total               | Total               | 91    | 2     | 8             | 0             | 5                  | 0                  | 104   | 2     |
| Total en su carrera        | Total en su carrera | Total en su carrera | 213   | 5     | 32            | 1             | 13                 | 0                  | 258   | 6     |

## Palmarés

### Títulos nacionales
| Título                | Equipo          | País     | Torneo |
| --------------------- | --------------- | -------- | ------ |
| Superliga de Colombia | Deportivo Cali  | Colombia | 2014   |
| Torneo Apertura       | Deportivo Cali  | Colombia | 2015   |
| Superliga de Colombia | Junior          | Colombia | 2020   |
| Torneo Apertura       | Deportes Tolima | Colombia | 2021   |
| Superliga de Colombia | Deportes Tolima | Colombia | 2022   |
| Torneo Apertura       | Santa Fe        | Colombia | 2025   |